# University of Southern California
University of Southern California, USC, er et privat universitet i Los Angeles i Californien i USA. USC blev grundlagt i 1880, hvilket gør det til det ældste private universitetet i det sydlige Californien. Campusområdet er beliggende nær downtown Los Angeles.
Nobelpristagaren i kemi fra 1994, professor George Olah, arbejder ved USC. Den første mand på månen, Neil Armstrong, tog sin civilingingeniørseksamen (Masters of Science) på universitetet.

## Eksterne links
- Wikimedia Commons har flere filer relateret til University of Southern California
- Officiel hjemmeside

| Skole | Spire Denne artikel om en skole, en uddannelsesinstitution eller uddannelse er en spire som bør udbygges. Du er velkommen til at hjælpe Wikipedia ved at udvide den. |

34°01′14″N 118°17′08″V / 34.02051°N 118.28563°V